# Заинск
Заинск (рус. Заинск) град је у Русији у Татарстану.

## Становништво
| 1959. | 1970. | 1979.  | 1989.  | 2002.  |
| ----- | ----- | ------ | ------ | ------ |
| 8.816 | 5.084 | 30.251 | 36.621 | 41.088 |